# Пиньон-Эрнест, Эрнест
Эрнест Пиньон-Эрнест, настоящее имя Эрнест Пиньон (фр. Ernest Pignon-Ernest; род. 23 февраля 1942, Ницца) — французский художник.

## Биография
Считается одним из предшественников городского искусства во Франции. Особенно известен своими работами 1970-х годов. Предвосхитил стрит-арт в принципе in situ («на месте»), который воплотил в своих уличных плакатах и инсталляциях 1960-80-х годов.
Эрнест Пиньон-Эрнест был членом Коммунистической партии Франции и одним из основателей в 1977 году Национального синдиката художников-пластиков Всеобщей конфедерации труда (CGT).
С 2011 года возглавляет Ассоциацию друзей человечества.
На президентских выборах 2012 года в первом туре проголосовал за Жан-Люка Меланшона (Левый фронт), а во втором — за Франсуа Олланда (Социалистическая партия).
В 2019 году подписал в Mediapart призыв бойкотировать Евровидение в Тель-Авиве.
В рамках европейских выборов 2019 года поддерживал список Французской коммунистической партии, возглавляемый Яном Бросса.
В октябре 2019 года подписал с сорока личностями платформу против запрета корриды для несовершеннолетних, которую депутат парламента Аврора Берже хотела включить в законопроект о защите животных.
Постоянный сценограф балетных постановок Жана-Кристофа Майо.